# Coex'ae Qgam
Coex'ae Qgam   (Ghanzi, 1934 - Ghanzi, 24 d'octubre de 2008), també coneguda com a Coinx'ae Qgam o Xwexae Qgam, de nom artístic Dada o Dada Coex'ae Qgam va ser una litògrafa, rondallaire i traductora botswanesa. Era de l'ètnia san, membre de la tribu Ncoakhoe dels Naro.
Qgam va néixer el 1934 a Ghanzi i només es va educar tres mesos; no obstant això, va arribar a dominar cinc idiomes africans. Va exercir durant un temps com a mainadera i criada. Va ser treballant a Namíbia que va conèixer l'art tèxtil, quan un empresari li va ensenyar a cosir i brodar. El 1990, es va incorporar al Kuru Art Project com a traductora; l'exposició a diferents formes d'expressió artística la va motivar a ficar-hi cullerada ella, tot i que no s'hi havia format formalment. Més tard, el 1999, va ser una de les vuit artistes —quatre del Kalahari i quatre de Nou Mèxic— que van participar en un intercanvi cultural amb la Universitat de Nou Mèxic en el qual crearien una sèrie de peces litogràfiques entorn dels tricksters en el folklore. El gener del 2000, la seva obra es va exhibir a la ciutat botswanesa de Gaborone juntament amb la d'Ann Gollifer i Neo Matome. Durant la carrera artística, Qgam va presentar els seus treballs pel sud d'Àfrica, a Europa, al Japó i als Estats Units. La seva obra forma part de la col·lecció del Lechwe Trust a Zàmbia, a més del Museu d'Art de Portland. Tres de les seves litografies són propietat de la ciutat d'Albuquerque de Nou Mèxic. A les darreries de la vida i fins al final, Qgam va acollir a casa seva una altra artista san, Cg'ose Ntcox'o, després que enviudés.
Qgam va col·laborar amb un grup d'altres artistes san del Kuru Art Project en la publicació de Qauqaua, un llibre d'artista publicat a Johannesburg el 1996; el text del llibre es basa en la seva narració d'un conte popular san. Ella mateixa també va ser el tema principal d'un llibre, A Biography and Portrait, Conversations and Images: Coex'ae Qgam, Dada "I Am One of a Kind. I Don't Know why I was Created": Story Teller, Dancer, Beadworker, Painter, Printmaker, Daughter, Sister, Mother, Lover, Wife d'Ann Gollifer i Jenny Egner, publicat el 2011 i que consta d'entrevistes i un catàleg de la seva obra.
Qgam va morir a Ghanzi el 24 d'octubre de 2008.